# Indo-Grčko Kraljevstvo
Indo-Grčko Kraljevstvo bilo je helenističko kraljevstvo koje se protezalo od današnjega Afganistana, u klasičnim granicama Pandžaba na Indijskom potkontinentu (sjeverni Pakistan i sjeverozapadna Indija), tijekom posljednja dva stoljeća prije Krista. Kraljevstvom je vladalo više od trideset kraljeva, često u međusobnim sukobima.
Kraljevstvo je osnovano kada je grčko-baktrijski kralj Demetrije napao potkontinent početkom 2. stoljeća pr. Kr. Grci na Indijskomu potkontinentu na kraju su odvojeni od Grko-Baktrijaca okupljenih u Baktriji (danas granica između Afganistana i Uzbekistana), i Indo-Grka na današnjemu sjeverozapadnom Indijskom potkontinentu. Najpoznatiji indo-grčki vladar bio je Menander (Milinda). Imao je prijestolnicu u Sakali u Pandžabu (današnji Sialkot).
Izraz »Indo-Grčko Kraljevstvo« slobodno opisuje niz različitih dinastičkih država, tradicijski povezanih s brojnim područnim prijestolnicama, kao što su Taxila (moderni Pandžab (Pakistan), Pushkalavati i Sagala. Ostala možebitna središta samo su natuknuta; na primjer, Ptolomejeva „Geografija” i „Nomenklatura kasnijih kraljeva” predlažu stanovito mjesto Teofil na jugu utjecaja indo-grčke sfere kao moguće satrapsko ili kraljevsko sjedište u jednomu trenutku.
Tijekom dva stoljeća svoje vladavine, indo-grčki kraljevi izmjenjivali su grčke i indijske jezike i simbole, kao što se vidi na njihovim kovanicama, te miješali grčke i indijske ideje, kao što se vidi u arheološkim ostatcima. Širenje indo-grčke kulture imalo je posljedice koje se osjećaju i danas, posebice kroz utjecaj grčko-budističke umjetnosti. Etnička pripadnost Indo-Grka donekle je hibridna. Eutidem I. bio je, prema Polibiju, magnezijanski Grk. Njegov sin, Demetrije I., utemeljitelj Indo-Grčkog Kraljevstva, bio je grčkoga etničkog podrijetla barem preko svojega otca. Sklopljen je brak Demetrija i kćeri seleukidskoga vladara Antioha III. (koji je djelomično bio perzijskoga podrijetla). Etnička pripadnost kasnijih indo-grčkih vladara ponekad je manje jasna. Na primjer, smatralo se da je Artemidor (80. pr. Kr.) bio indoskitskoga podrijetla, iako je to sada osporeno.
Nakon Menanderove smrti, veći se dio njegova Kraljevstva raspao, a indo-grčki utjecaj znatno je smanjen. Mnoga nova kraljevstva i republike istočno od rijeke Ravi počela su kovati kovanice s prikazima vojnih pobjeda. Najistaknutiji entiteti koji su se utemeljili bili su: Republika Yaudeya, Arjunajanas i Audumbaras. U Mathuri su ubrzo uslijedile dinastije Datta i dinastija Mithra. Indo-Grci su na kraju nestali kao politički entitet oko 10. godine nakon invazije Indo-Skita, iako su enklave grčkoga stanovništva vjerojatno postojale nekoliko stoljeća pod kasnijom indo-partskom i kušanskom vlašću.